# Momir Bulatović
Momir Bulatović (v srbské cyrilici Момир Булатовић, 21. září 1956, Bělehrad – 30. června 2019, Podgorica) byl černohorský a jugoslávský politik a státník, vystudovaný ekonom. Byl členem Svazu komunistů Černé Hory a později i Socialistické strany Černé Hory. Během jugoslávských válek podporoval Slobodana Miloševiće[zdroj?] a měl podíl na střetu s Chorvatskem v boji o Dubrovník roku 1991.
Jeho politická kariéra zaznamenala významný vzestup po protibyrokratické revoluci a významných personálnícho obměnách mezi černohorskými komunisty v lednu 1989. Původní předsednictvo republiky bylo odvoláno a na jeho místo byli dosazeni noví lidé, mezi které patřil právě i Bulatović. Ten se stal velmi rychle předsedou předsednictva.
V letech 1990–1998 zastával funkci prezidenta Černé Hory (v rámci Jugoslávie), do které byl zvolen v prvních demokratických volbách roku 1990. Ve volbách roku 1997 ho ovšem porazil protikandidát Milo Đukanović.
V letech 1998–2000 byl premiérem Svazové republiky Jugoslávie, tedy během období, kdy byl prezidentem Slobodan Milošević a kdy byla Jugoslávie bombardována silami NATO. Po svržení Miloševiće v říjnu 2000 rezignoval na funkci premiéra a roku 2001 se stáhl z vysoké politiky.
Na mezinárodním trestním tribunálu pro bývalou Jugoslávii nebyl obžalován, pouze se účastnil jako svědek obhajoby v procesech s Miloševićem, Radovanem Karadžićem a Nikolou Šainovićem.
Zemřel roku 2019 na infarkt.